# Apterygida tumida
Apterygida tumida – gatunek skorka z rodziny skorkowatych i podrodziny Forficulinae.
Skorek ten osiąga 9 mm długości ciała ze szczypcami włącznie. Samiec ma silnie poprzeczne pygidium. Przysadki odwłokowe (szczypce) są na całej długości cylindryczne, mają 2,5 mm długości u samca oraz 1,5 mm u samicy. U samca ramiona szczypiec są pozbawione ząbka środkowego i mają bardzo wąskie krawędzie brzuszne w częściach nasadowych.
Owad orientalny, endemiczny dla Tajwanu.